# Cambarellus ninae
Cambarellus ninae är en kräftdjursart som beskrevs av Hobbs 1950. Cambarellus ninae ingår i släktet Cambarellus och familjen Cambaridae. IUCN kategoriserar arten globalt som livskraftig. Inga underarter finns listade i Catalogue of Life.